# Casorezzo
Casorezzo là một đô thị ở tỉnh Milano, vùng Lombardia, Italia. Đô thị này có diện tích  km², dân số là người.